# Macross Plus
Macross Plus (マクロスプラス Makurosu Purasu?) es un OVA de mechas de 1994. Dentro de la franquicia Macross es continuación de Macross Zero (2002), The Super Dimension Fortress Macross (1982) y Macross Flashback 2012 (1987). Es precuela de Macross 7 (1994), Macross Frontier (2008) y Macross Delta (2016).

## Argumento
Es el año 2040 A.D. Han pasado más de 30 años desde la primera guerra espacial contra los gigantes Zentradi que casi acabó con la humanidad y el planeta Tierra. En el planeta Eden, un nuevo mundo habitable en el espacio, descubierto por humanos y Zentradi aliados, la U.N. Spacy prueba nuevas armas para enfrentar cualquier amenaza en el futuro.
La historia se centra en tres amigos: Isamu Dyson, Guld Goa Boman y Myun Fan Lon, los cuales tras un trágico accidente hace siete años terminan separándose. Isamu es enviado al planeta Eden para cumplir como piloto de pruebas, encontrándose con su anterior amigo Guld.
En la base militar secreta de New Edwards, se lleva a cabo el proyecto Super Nova destinado a probar dos nuevos cazas transformables (Variable Fighter) para la U.N.Spacy: el YF-19 desarrollado por Shinsei Industries pilotado por Isamu, cuyo modelo se basó en VF-19 Excalibur, y el YF-21 desarrollado por General Galaxy que tiene como piloto a Guld, cuyo modelo se basó en VF-22 Sturmvogel II.
El YF-19 se caracteriza por su velocidad de reacción, mientras que el YF-21 está diseñado para ser controlado mentalmente, permitiendo una respuesta rápida de parte del piloto.
Al mismo tiempo Myung llega a Eden, siendo representante de la primera cantante virtual llamada Sharon Apple, lo cual vuelve a unir el triángulo amoroso entre ellos tres.
Sin embargo, Sharon Apple tomó una conciencia malévola debido al chip ilegal que fue instalado por Marge Gueldoa. Durante el concierto de Sharon, infectó a varias naves espaciales y las deja sin poder combatir, en especial, el X-9 Ghost y el SDF-1 Macross, e hipnotiza a la audiencia y a la tripulación de la Macross, atrapando a Myung en el proceso.
Las competencias de los nuevos cazas experimentales YF-19 y YF-21, antes de entrar en producción en serie, fueron interrumpidas debido a Myung, que fue atrapado en un infectado Macross, y los dos pilotos Isamu y Guld se apresuraron a rescatarla, no sin antes destruir al infectado X-9 a costa de la vida de Guld.
Mientras que los dos intentan atacar a la nave Macross, Sharon hipnotiza a Yang (el ingeniero de los YF-19) para que atacara a Isamu, pero solo dañó el casco. Izamu expulsó a Yang, pero después es hipnotizado por Sharon, para que se estrellara y muriera, pero es interrumpido por Myung, que pudo evadir los ataques contra la nave Macross y destruyera la computadora principal, eliminando a Sharon de forma circunstancial.
Casualmente, U.N.-Spacy detuvo todos los desarrollos de inteligencia artificial, pero la competencia del proyecto Super Nova continúa. Sin embargo, como el YF-21 fue destruido en el incidente, el YF-19 gana la competencia para su producción en serie en el futuro.

## Producción
Macross Plus comenzó como un OVA de cuatro episodios creado en 1994, con un alto presupuesto en la producción, diseños de mechas de Shoji Kawamori y Kazutaka Miyatake y música de Yōko Kanno. Este anime fue distribuido en los Estados Unidos por Manga Entertainment el año siguiente.
En 1995 fue lanzada una película recopilatoria. La guionista Keiko Nobumoto había escrito Macross Plus originalmente como una obra de largometraje antes de que el guion se convirtiera en una serie de vídeos en cuatro volúmenes. La edición en película devuelve a la historia la longitud que se había previsto inicialmente. Esta edición consiste en la mayor parte de las imágenes de los OVAs originales, junto con aproximadamente 20 minutos de material nuevo y alternativo.
Esta animación se ambienta treinta años después de la serie original y se desarrolla casi completamente en la colonia planetaria de Edén. Esta serie es más oscura que las otras y se enfoca en una trama dramática. Mucho como la serie original, un triángulo amoroso está presente, así como mucha música. Ahora, el triángulo amoroso involucra a dos hombres y una mujer que juntos tienen un pasado compartido. El propósito de esta serie fue actualizar Macross para pavimentar el camino para la serie de TV Macross 7 que debutó el mismo año.
Macross Plus marcó un precedente, ya que en este se comenzó a utilizar gráficos 3D, los cuales demostrarán todo su potencial en ediciones posteriores (tales como Macross Zero y Frontier); además se le dio un tono más adulto y serio a la animación, destacando el uso de armamento más detallado y realista.

## Personajes
- Isamu Dyson (イサム・ダイソン Isamu Daison?); seiyū: Takumi Yamazaki. El nombre Isamu significa en japonés "valiente". Primer Teniente. Dos cosas distinguen este piloto as de la U.N.Spacy: una proporción de derribos astronómica y una valentía casi estúpida. Es enviado al planeta colonial Edén, como castigo, ya que era un piloto muy rebelde. En Edén, es destinado a la base de New Edwards como piloto de pruebas del nuevo caza, el YF-19.

- Guld Goa Bowman (ガルド・ゴア・ボーマン Garudo Goa Bōman?); seiyū: Unshō Ishizuka. Él es uno de los "Hijos de la Paz" de un número creciente de descendientes entre Zentradis micronizados y Humanos de la Tierra. Su expresión endurecida desmiente una mente inteligente y un temple casi incendiario. La empresa civil General Galaxy le asignó diseñar y pilotar el YF-21. Su contrincante del YF-19 Isamu Dyson, era un viejo amigo de la infancia, pero sucesos del pasado los convirtieron en rivales, teniendo que enfrentarse en forma no muy amistosa y tomando la competencia entre los dos como algo muy personal.

- Myun Fan Lon (ミュン・ファン・ローン Myun Fan Rōn?); seiyū: Rika Fukami. Como una niña en Edén, heredó de su padre un amor por las flores, los árboles, los animales y cantar. Sin embargo, un cierto incidente en el cual Isamu y Guld están involucrados, la traumatizó e hizo emigrar a la Tierra. Ahora, unos siete años después, ella vuelve a su hogar de la niñez como la productora y la figura central en el Proyecto Sharon Apple. Cuando cursaba en la escuela Myung fue conocida por una canción que ella escribió la cual llamó "Voices".

- Sharon Apple (シャロン・アップル Sharon Appuru?); seiyū: Hyodo Mako. En la más pura tradición de cantantes Idol, esta estrella salió de la oscuridad total en 2039 volviéndose "el ídolo de la nueva generación." Al contrario del resto, Sharon es una cantante virtual generada por computadora. A pesar de esto (o quizás debido a esto), su popularidad explosiva ha crecido en la Tierra y los planetas colonizados por los humanos. "Ella" ha venido a Edén para realizarla su primer concierto allí.

- Yang Newmann (ヤン・ノイマン Yan Noiman?); seiyū: Tomohiro Nishimura. El niño prodigio de Industrias Shinsei, de solamente 16 años es el ingeniero en jefe del grupo de desarrollo del prototipo YF-19, el cual ha diseñado gran parte de su corta vida. Es un profundo admirador de Sharon Apple. El desaprueba totalmente los métodos de vuelo de Isamu, pero ambos deben lucha contra Sharon Apple en el incidente en la Tierra.

- Lucy McMillan (ルーシー・マクミラン Rūshī Makumiran?); seiyū: Megumi Hayashibara. Ella forma parte del grupo de desarrollo del prototipo YF-19, siendo ella operadora de la base New Edwards. Al pertenecer a ese grupo. conoció al nuevo piloto de prueba, Isamu Dyson, de quien se sintió románticamente atraída. Pero por desgracia para ella, esta atracción la involucró en el reencuentro bastante sombrío de Myung, Isamu y Guld, Tras la partida de Myung a la tierra y la suspensión del proyecto de pruebas de los dos cazas prototipos YF-19 y 21, Lucy tomó la decisión personal de terminar su relación con Isamu.

- Millard Johnson (ミラード・ジョンソン Mirādo Jonson?); seiyū: Kenji Utsumi. El coronel dirige el proyecto de pruebas de vuelo de los VF-X desarrollado en la Base de la Fuerza Aérea de New Edwards (una lesión en batalla relegó a este antiguo piloto a deberes de escritorio). El dirige los ensayos de prueba de los prototipos YF-19 y YF-21. Él está enterado del problema entre Isamu y Guld, pero al parecer no le da mucha importancia.

## Secuelas
- Macross 7 (1994)
- Macross Frontier (2008)